# Ett handelshus
Ett handelshus (originaltitel En Fallit: Skuespil i fire handlinger) är ett drama av den norske författaren Bjørnstjerne Bjørnson, första gången utgivet 1875. Pjäsen har aldrig utgivits i bokform på svenska.
Pjäsen brukar räknas till ett av det moderna genombrottets viktigaste verk. I Sverige hade den premiär på Nya Teatern i Stockholm.